# Rio Gemenele
O Rio Gemenele é um rio da Romênia, afluente do Dobrunu, localizado no distrito de Hunedoara.